# FK Rudar Ugljevik
Der Fudbalski Klub Rudar Ugljevik (kyrillisch: ФК РУДАР) ist ein bosnischer Fußballverein aus Ugljevik, Republika Srpska. Der Verein spielt aktuell in der dritthöchsten Klasse des Landes, der Druga Liga RS.

## Allgemeines
Der Verein wurde 1925 gegründet. 1996 stieg der Verein nach dem Zerfall Jugoslawiens das erste Mal in die höchste bosnische Spielklasse auf, nachdem der Verein den Meistertitel der Republika Srpska errungen hatte. Nach einem sofortigen Abstieg gelang Rudar der Wiederaufstieg. In den Jahren 1998 und 1999 konnte sogar der in Srpska ausgespielte „nationale“ Pokal gewonnen werden. 2004 gelang der erneute Aufstieg in die Premijer Liga. Nach dem Abstieg 2005 spielte Rudar Ugljevik in der Ersten Liga der Republika Srpska (2. Liga Bosniens). Im Jahr 2008 musste man auch dort absteigen und spielte ein Jahr in der drittklassigen Druga Liga der Republika Srpska. Es gelang aber der direkte Wiederaufstieg und so spielte man auch 2012 zweitklassig. 2014 folgte der nächste Abstieg, so dass der Verein aktuell wieder drittklassig ist.

## Bekannte Spieler
- Stefan Garavic, später in Albanien und der Slowakei tätig
- Nenad Studen, später in Polen tätig